# Девіл (острів, Канада)
Де́віл (англ. Devil Island) — один із островів у складі островів Паррі з групи островів Королеви Єлизавети Канадського Арктичного архіпелагу, що у водах Північного Льодовитого океану. Адміністративно належить до території Нунавут Канади.

## Географія
Острів розташований між східного узбережжям північно-західного краю острова Девон у протоці Кардіган. Має компактну овальну форму. Довжина — 900 м, ширина до 600 м. Острів рівнинний, вкритий льодовиком.